# Estádio Eurico Gaspar Dutra
O Estádio Eurico Gaspar Dutra, popularmente conhecido por Dutrinha, é um estádio localizado no bairro do Centro Sul, da cidade de Cuiabá, no estado do Mato Grosso, tem capacidade para 9.000 pessoas graças a recente reforma feita pela prefeitura de Cuiabá em 2022. Além do futebol, o estádio já foi a casa do futebol americano, pelo Cuiabá Arsenal. Atualmente, o Mixto Esporte Clube é o administrador do Dutrinha, desde quando assumiu a concessão do estádio no final de 2024. Foi palco de grandes jogos e conquistas do futebol mato-grossense, sendo o estádio mais antigo do estado.

## História
O Estádio Presidente Eurico Gaspar Dutra foi o segundo estádio de Cuiabá, o primeiro foi o "Estádio do Comércio", hoje nos fundos do Colégio Liceu Cuiabano. O "Estádio do Comércio" foi criado pelo desportista Manoel Soares de Campos (pai do ex-governador e ex-prefeito de Cuiabá Frederico Campos), que inaugurou a praça esportiva no dia 7 de setembro de 1936, na Praça General Mallet.
O Dutrinha foi construído só em 1952, com a construção das instalações do Colégio Liceu Cuiabano, em 1944, inviabilizou as disputas dos campeonatos ali realizados, pelas dificuldades que os desportistas encontravam em utilizar o Estádio do Comércio, que passava a fazer parte do Colégio Liceu, recebendo o apelido de ‘Estádio do Colégio Estadual". O impasse criado despertou nos desportistas o interesse da necessidade da construção de um novo estádio.
O Dutrinha foi o principal palco do futebol matogrossense até a inauguração do Verdão, em 1976. O Estádio Dutrinha é sem dúvida o local de maior identificação do Mixto, que ali viveu grandes momentos de sua história. A característica mais marcante do "velho" Dutrinha é a proximidade da torcida com os jogadores em campo.
A doação do terreno onde se construiria o Dutrinha, situado à Rua Joaquim Murtinho - Praça Benjamin Constant, com uma área de 25.650 m², foi feita pela Prefeitura Municipal de Cuiabá, através do Prefeito Leonel Hugneney, à Federação Matogrossense de Desportos - FMD (antigo nome da Federação Matogrossense de Futebol - FMF), ao Dr. José Monteiro de Figueiredo, presidente da entidade, no dia 2 de fevereiro de 1950.
Para o jornalista Daubian (Jornal Estado de Mato Grosso 31 de janeiro de 1952), "a iniciativa da construção do Estádio Presidente Dutra, deve-se aos abnegados desportistas Álvaro Miguéis, então presidente da FMD e Lenine de Campos Póvoas, que iniciaram a construção do muro do futuro "maracanã cuiabano", denominação dada na época, face à recente construção do Estádio do Maracanã no Rio de Janeiro para a realização Copa do Mundo de 1950."
Destaca ainda o jornalista que: "com a sucessão na FMD do presidente álvaro Miguéis, pelo Dr. José Monteiro de Figueiredo, este consegue por intermédio do deputado federal de Mato Grosso, João Ponce de Arruda, junto ao então Presidente Eurico Gaspar Dutra, um recurso de Um Milhão de Cruzeiros para a conclusão das obras do referido estádio." Afirma ainda que "em substituição ao Dr. José Monteiro de Figueiredo, na presidência da entidade, assume o Prof. Lenine de Campos Povoas, dando continuidade ao trabalho desenvolvido pelo seu antecessor, finalizando, portanto, as obras de construção do considerado na época o maior estádio de futebol do oeste brasileiro".
Com relação a sua inauguração, existem relatos que o Presidente Dutra esteve em Cuiabá em 1952, para a inauguração do Estádio e constatando que o imóvel não fora construído conforme previsto no projeto, um Mini-Maracanã, recusou-se a inaugurá-lo, retornando imediatamente para o Rio de Janeiro, a capital brasileira. O Estádio Presidente Dutra, agora pertencente a prefeitura de Cuiabá, foi declarado "Tombado como Patrimônio Histórico de Cuiabá-MT", pela Lei Municipal 2.761 de 25 de maio de 1990, de autoria do vereador Emanuel Pinheiro, como forma de preservá-lo.
Entre 2010 e 2014, o estádio virou o principal estádio da capital, já que o estádio Verdão foi demolido para a construção da Arena Pantanal para a Copa do Mundo FIFA de 2014. Os clubes da capital como o Mixto e Cuiabá jogaram no estádio pelo estadual e pelo nacional. Em 2015 o Dutrinha foi fechado para uma reforma, deixando a Arena Pantanal como único estádio disponível. A conclusão das obras foi atrasada por falta de verbas, e ainda estava pendente no ano seguinte. Porém em 31 de Janeiro de 2022, o Dutrinha depois de muito tempo retorna as atividades.

## O Rei Pelé no Estádio "Dutrinha".
No ano de 1965, auge do futebol de Pelé, O Santos F.C foi contratado pela prefeitura municipal de Cuiabá com o apoio financeiro da União dos Estudantes Secundaristas, para jogar uma partida de futebol contra o time cuiabano Dom Bosco, no dia 8 de maio de 1965, as 12h o Santos F.C entrou em campo no Estádio Eurico Gaspar Dutra contra o Dom Bosco. 

No elenco do Santos F.C para aquela partida também estavam: Pepe, Carlos Alberto, Haroldo, Lima, Geraldino, Peixinho, Coutinho, Mengálvio, Claudio e Mauro. O Estádio Eurico Gaspar Dutra ficou completamente lotado segundo relatos, tanto que muitos tiveram que escalar os muros do estádio. o resultado final da partida foi 6x2 para o Santos F.C com 3 gols de Pelé.